# Agustina Mardika Manik
Agustina Mardika Manik (* 18. Januar 1995) ist eine indonesische Leichtathletin, die im Mittelstreckenlauf an den Start geht.

## Sportliche Laufbahn
Erste internationale Erfahrungen sammelte Agustina Mardika Manik im Jahr 2018, als sie bei den Asienspielen in Jakarta mit 2:10,21 min im Vorlauf über 800 Meter ausschied. Im Jahr darauf gewann sie bei den Südostasienspielen in Capas 4:22,60 min die Silbermedaille im 1500-Meter-Lauf hinter der Vietnamesin Nguyễn Thị Oanh und über 800 Meter sicherte sie sich in 2:09,61 min die Bronzemedaille hinter den Vietnamesinnen Bích Đinh Thị und Khuất Phương Anh. Zudem erreichte sie mit der indonesischen 4-mal-400-Meter-Staffel in 3:45,01 min den vierten Platz. 2022 gewann sie bei den Südostasienspielen in Hanoi in 2:09,99 min die Silbermedaille hinter Khuất Phương Anh aus Vietnam und rückte nachträglich auf den ersten Platz vor, da die vietnamesische Athletin wegen eines Dopingverstoßes disqualifiziert wurde.
2018 und 2019 wurde Manik indonesische Meisterin im 800-Meter-Lauf sowie 2019 auch über 1500 Meter.

## Persönliche Bestleistungen
- 800 Meter: 2:08,91 min, 13. Oktober 2021 in Timika
- 1500 Meter: 4:22,60 min, 8. Dezember 2019 in Capas